# 利根健太朗
利根健太朗（日语：／ Tone Kentarō，1982年5月29日—）是日本的男性聲優。出身於廣島縣。隸屬於I'm Enterprise。血型A型。東京外國語大學畢業。

## 人物
小學三年級到五年生時因為父親工作的關係都住在美國。回日本後，國中與高中都加入廣播社。
廣島城北高中畢業後就讀東京外國語大學，並攻讀他加祿語。但所就讀的東京外國語大學並沒有廣播社，因此加入演劇社。大學二年級開始進入日本播音演技研究所就讀，入所第四年（研修科第二年）決定加入I'm Entreprise。大學讀了七年才畢業。
2006年為茨城縣近代美術館的「深夜中的美術館」展示用內容配音是聲優的出道作。
因為小學時住在美國，所以擅長英語會話。擁有英檢準一級的證照。經常出演外國人角色。

## 演出作品
※粗體字為主要角色。

### 電視動畫
2006年
- 地獄少女 二籠（豐田八六）
- 暮蟬悲鳴時（鐵平的友人）

2007年
- 風之聖痕（妖魔）
- Kanon（第2作）（英語教師、學生）
- Keroro軍曹（Putata、首相）
- 灼眼的夏娜II（學生會長）
- 魯邦三世 霧之謎
- Robby & Kerobby（艾普族B）
- 羅密歐×茱麗葉（兵）

2008年
- 銀魂（貓、青蛙將軍）
- Keroro軍曹（主播、塗鴉的住人）
- 小雙俠（第2作）（帥哥連者藍、田中、記者、觀眾、經紀人、高見澤先生）
- 淘氣小親親（夏威夷的警官）
- 骷髏13（判事）
- 一騎當千 Great Guardians（鬥士B、不良少年B）
- 戀姬†無雙（手下、兵）
- 北斗神拳 拉歐外傳 天之霸王（吉拉團、基翁兵）
- 守護甜心！心跳（大空英二、日奈子的父親）
- 深淵傳奇（上級士官）
- 泰坦尼亞（兵士、操作員、店主、議員、係官）
- 鐵腕女警（庫耶·庫·基尼）
- 火影忍者疾風傳（木葉忍者、火之寺的忍僧、南午）

2009年
- CLANNAD 〜AFTER STORY〜（學生）
- 火影忍者疾風傳（蝙蝠男、濡羅吏）
- K-ON!（教師）
- Phantom 〜Requiem for the Phantom〜（消防隊員）
- 鬍子小雞（相撲先生）
- 豹頭王傳說（伯拉克、莫里斯、孟戈爾兵、亞古拉亞兵、亞古拉亞人民）
- 東之伊甸（AKX20000）
- 信蜂（漢、村人A）
- KIDDY GiRL-AND（9課史密斯）

2010年
- 空·之·音（兵士A、研究員）
- 吸血鬼同盟（AD、役員A）
- KIDDY GiRL-AND（殭屍機器人）
- 花丸幼稚園（葵的父親）
- 一騎當千 XTREME XECUTOR（韋亥）
- 黑執事II（神父）
- 妄想學生會（外國人、先生、本人、他）
- 爆漫王。（服部哲）
- 信蜂（住民B、街上男子2）
- BLEACH（男）

2011年
- 惡魔奶爸（不良E、陣野薰）
- 美食獵人TORIKO（史密斯支配人、多蘭卡）
- 戰國鬼才傳（住職）
- 丹特麗安的書架（男爵）
- 爆漫王。2（服部哲）

2012年
- 戰國鬼才傳（僧）
- 戰姬絕唱SYMPHOGEAR（來國諜報部員、諜報部員）
- 足球騎士（戈梅斯）
- SKET DANCE（御宅族男）
- 蠟筆小新（英語教師）
- 旋風管家！CAN'T TAKE MY EYES OFF YOU（強盗）
- K（首領）
- 爆漫王。3（服部哲）

2013年
- Q弟偵探因幡（警官、奇美拉、刑事、看守機器人）
- 靈裝戰士（多庫塔·馬魯斯[4]）
- 約會大作戰（幹本[5]）
- 團地友夫（木下鐵雄[6]）
- 當不成勇者的我，只好認真找工作了。（崎山·哈布納歐特、客A)
- 蠟筆小新（保齡球聲音）

2014年
- 新哆啦A夢（蓋瑞沃特）
- 妄想學生會＊（機長、大門先生、搭訕男）
- ONE PIECE（玩具兵隊）
- 團地友夫（抽獎工作人員）
- 蠟筆小新（旁白）
- 約會大作戰II（幹本）
- LOVE STAGE!!（編輯者）
- 靈裝戰士（一郎）
- 氣球狗迪尼（波拉爺爺、空、修克斯）

2015年
- 幸腹塗鴉（麒麟的父親、「尋覓蛋包飯三千里」主人公、情侶男、三名廚師、男性教師、良藏爺爺、配送員）
- 偶像大師 灰姑娘女孩（警察A、攝影師A、工作人員、攝影師、實業家、社員、上司、AD）
- 偽戀:（店主、社長、部下、黑道）
- OVERLORD（札克、隊長）
- 純情羅曼史3（木村）
- 氣球狗迪尼（刺蝟）
- 青年黑傑克（高柳[7]）
- 受讚頌者 虛偽的假面（奧修特爾／右近[8]）
- Concrete Revolutio～超人幻想～（IQ）
- 阿松（MASA職員、社長、多多子的父親、巴拉克·奧巴马）

2016年
- 粗點心戰爭（役人）
- 幸運邏輯（夢魔）
- 魔法護士小麥R（交通安全活動主持人、實況、主持人B、記者）
- 阿松（神父、旁白、惡漢、敦志、選手宣誓）
- 宇宙巡警露露子（手下星人、海賊星人、加亞星人）
- 鬼牌遊戲（約翰·戈登[9]）
- 在下坂本，有何貴幹？（實況）
- 樂高未來騎士團（哈伯特國王、赫伯·赫伯森）
- orange橘色奇蹟（數學教師）
- 氣球狗迪尼（警察）
- 這個美術社大有問題！（社長[10]）
- 3月的獅子（記者A、書法的老師、零的父親、將棋關係者、高橋的父親、记录員、TV音聲）
- 名侦探柯南（松林敦郎 #840）

2017年
- 3月的獅子（同學、僱員、放科部員、主持、長者、小學老師）
- 清戀（宮前宗太）
- 南鎌倉高校女子自行車社（觀光客）
- Hand Shakers（芥川博士）
- BanG Dream!（外國人夫）
- 碧藍幻想 The Animation（店主）
- 不要輸！！惡之軍團！
- 青春歌舞伎（吉姆）
- 正確的卡多（篠原秀彥〈副機長〉、大臣）
- KAITO×ANSA（轉刃千攻、電氣鯰犬）
- 阿松 第二季（後輩）
- 十二大戰（辰代表）
- TSUKIPRO THE ANIMATION（石田老師、買東西的客人、男優B、松田）
- Wake Up, Girls! 新章（村下D）
- 3月的獅子 第2期（棋士、体育教师、学生家长2、高桥的父亲、记录員、师傅、棋士1、友人1、记者）

2018年
- 愛吃拉麵的小泉同學（W记店員）
- 3月的獅子 第2期（學生3、主持人、關係者1、中村、太田）
- OVERLORD II（隊長）
- 名侦探柯南（大原慎介）
- 多田君不戀愛（土產店店主）
- ISLAND（斯坦）
- 邪神與廚二病少女（外國人）
- 付喪神出租中（彌右衛門）
- CONCEPTION（客2）
- 鬼太郎第6期（忙碌妖怪）

2019年
- 約會大作戰III（幹本、折紙的父親）
- 臨死！！江古田（他）
- B-PROJECT～絕頂＊Emotion～（乾）
- W'z（芥川父親）
- Star☆Twinkle 光之美少女（卡洛斯）
- 一拳超人（第2期）（喬擇）
- 叛逆性百萬亞瑟王（安東尼）
- 毛球剛次郎（火桶三藏）
- 流汗吧！健身少女（解說）
- 我們真的學不來！（第2期）（外國人A）

2020年
- SHOW BY ROCK!! Mashumairesh!!（巡警、兄貴、マモーレ男、旁白、廣播）
- 寶石商人理察的謎鑑定（八代伯爵）
- 棒球大聯盟2nd（英邦學院監督、主審）
- 前說！（男爵邸カーロス・アリ）
- 小松先生（第3期）（グローバル松）
- 排球少年！！TO THE TOP（鹿尾有敬）
- Assault Lily BOUQUET（長官、諜報員）
- 滿溢的水果塔（旁白）

2021年
- SHOW BY ROCK!! STARS!!（巡警、裁川正義、警察署長、中分頭、Myumon、MC、村長、攝影師）
- 裝甲娘戰機（團長）
- 賽馬娘 Pretty Derby Season 2（主持人）
- 小松先生（第3期）（社員、芋人、店員）
- 裏世界遠足（居酒屋咖啡店店員、海兵隊員）※同時擔當英語台詞監修
- IDOLY PRIDE（Live MC A）
- 入間同學入魔了！（第2期）（艾利葛斯·席涅爾）
- 給不滅的你（酒爺）
- IDOLiSH7 Third BEAT!（主製作人）
- 因為不是真正的夥伴而被逐出勇者隊伍，流落到邊境展開慢活人生（狄爾）
- Muv-Luv Alternative（門兵B、衛士A、叛軍衛士）
- 國王排名（サンデオ、レーン、病人）

2022年
- 國王排名（ブラック、傭兵、町人）
- 與變成了異世界美少女的大叔一起冒險（米奇）
- 自稱賢者弟子的賢者（多蘭、樹皮男子）
- 約會大作戰IV（幹本雅臣）
- 受讚頌者 二人的白皇（奧修特爾〈哈克〉）
- 新網球王子 U-17 世界盃（優爾根·巴里薩維奇·伯格[11]）
- Extreme Hearts（實況轉播、廣播）
- 幽零幻鏡（蜜豆）
- 組長女兒與保姆（柿原洋二）
- VAZZROCK THE ANIMATION（MC）
- 入間同學入魔了！（第3期）（艾利葛斯·席涅爾）
- POP TEAM EPIC（第2期）（車掌）
- 給不滅的你 Season2（酒爺）
- 名偵探柯南（難波仁志）
- 孤獨搖滾！（上班族）

2023年
- UniteUp! 眾星齊聚（音樂家）
- 國王排名 勇氣的寶箱（萊恩、桑迪歐）
- 屍體如山的死亡遊戲（赴火之蟲）
- 政宗君的復仇R（愛姬的父親）
- 我喜歡的女孩忘記戴眼鏡（時田[12]）
- 吉伊卡哇（劍玉大叔、獨角仙〈大〉）
- 能幹貓今天也憂鬱（房東）
- 聖魔大戰 BIKKURI-MEN（鮑勃、龜神阿里巴巴）
- 破滅的王國（防毒面具）
- 堤亞穆帝國物語～從斷頭台開始，公主重生後的逆轉人生～（男、傑姆）
- 哥布林殺手II（近衛將軍）
- 香格里拉·開拓異境～糞作獵手挑戰神作～（陽務仙次）

2024年
- 魔都精兵的奴隸（服部）
- 極速星舞（福克·歐格拉）
- 約會大作戰V（幹本雅臣）
- 夜櫻家大作戰（哈皮）
- 鬼滅之刃 柱訓練篇
- 魔王軍最強的魔術師是人類（基隆[13]）
- 金肉人 完美超人始祖篇（卡雷庫克[14]）
- 亦葉亦花（麥魯斯·科爾特倫）
- 這個世界漏洞百出（衛兵長）
- 地下城中的人（帕樂波普哇羅）
- 鹿乃子乃子乃子虎視眈眈（繆拉·約翰）
- 聽說你們要結婚！？（進士獎[15]）
- FAIRY TAIL魔導少年 百年任務（馬德莫爾〈第2代〉）
- BLEACH 千年血戰篇-相剋譚-（與五郎太）
- 七大罪 啟示錄四騎士 第2期（洛克蘭札）

2025年
- 這間公司有我喜歡的人（三田逸郎[16]）
- 魔神創造傳（天部勝仁）
- 終末起點（敌国的王）
- 來到棒球場捕捉我吧！（丹尼斯[17]）
- MIRU 我的未來（現場職員[18]）
- 遊樂場少女的異文化交流（奧利弗·貝卡）

### OVA
2009年
- CLANNAD 〜AFTER STORY〜（學生）
- TO（羅傑）

2013年
- 屍體派對 被詛咒的靈魂（他校生A）

### 劇場版動畫
2009年
- 劇場版 小雙俠 新雙俠機械大集合！玩具國大決戰，骰子！（郵務機器人）

2010年
- 銀魂劇場版 新譯紅櫻篇

2012年
- 光之美少女 All Stars New Stage 未來的朋友（街上的人們）

2013年
- 蠟筆小新：超級美味！B級美食大逃亡！！（牛排騎士）

2015年
- 劇場版 PSYCHO-PASS（薩姆林）

2024年
- 機動戰士GUNDAM SEED FREEDOM（リュー・シェンチアン[19]）

### 網路動畫
2015年
- 漫畫心療系（夫、黑服、外國人）

### 遊戲
2006年
- ARIA The NATURAL 〜遙遠記憶之幻象〜（喫茶店的店主）
- 龍刻 RYU-KOKU

2007年
- 大金剛噴射木桶賽（金剛）

2008年
- L的季節2 invisible memories（菅沼真一）
- 王者之劍（奧修火槍兵〈男〉、艾杜阿爾特·辛基斯）
- 暗夜魔法使 The VIDEO GAME 〜Denial of the World〜

2009年
- 怪的可愛！（サナタキア）
- Puzzle -我們的48小時戰爭-（不明）
- Myself ; Yourself 各自的發展（星野優作）

2010年
- 秋之回憶：打勾勾的記憶（馬提·凱西·佛斯塔）

2011年
- AKIBA'S TRIP（谷田部）
- 夢幻終章（佐拉）

2012年
- AKIBA'S TRIP PLUS（谷田部[20]）

2013年
- XBLAZE CODE:EMBRYO（三[21]）
- 靈裝戰士（多庫塔·馬魯斯[22]）
- 超級機器人大戰UX

2014年
- 跨越俺的屍體前進吧2（鹿島中龍、十六夜伏丸、入谷朝近、木靈之寢太郎、蟲寄花亂[23]）
- 八咫烏：災變攻擊（廣播）

2015年
- 受讚頌者 虛偽的假面（右近[24]）
- 超級機器人大戰BX
- 戰魂 -SENTAMA-（今川義元[25]）

2016年
- Nil admirari之天秤 帝都幻惑綺譚（葦切拓真[26]）
- 傳頌之物 二人的白皇（右近）

##### 2017年
- 異度神劍2(大槌)

2018年
- 時之魔法（萊澤）[27]

2019年
- 白金列車（日语：プラチナ・トレイン）（稻葉白兔）
- 侍魂（地震）
- 聖火降魔錄 英雄雲集（萊茵哈特、巴多爾、利夫）

2022年
- 黑白莫比烏斯 歲月的代價（奧修特爾/右近）

## 外部連結
- 事務所公開簡歷（日語）
- 個人BLOG（页面存档备份，存于）（日語）